# TBS 아침종합뉴스
《TBS 아침종합뉴스》는 TBS FM에서 평일 아침 8시에 방송되었던 아침뉴스 프로그램이었다.

## 앵커
- TBS 아나운서

## 동시 시간대 뉴스 프로그램
- 경인방송 아침종합뉴스 (경인방송)